# 北西州 (カメルーン)
北西州（ほくせいしゅう）（英語：Northwest Province、フランス語：Province du Nord-Ouest）は、カメルーン西部、山岳地帯にある州で、面積は17,812km2、人口1,237,348人（1987年）。州都はバメンダ（w:Bamenda）。旧イギリス領カメルーンに属しており、カメルーンには1961年に併合された。

## 隣接州
- タラバ州
- アダマワ州 (カメルーン)
- 西部州 (カメルーン)
- 南西州

## 下位行政区画

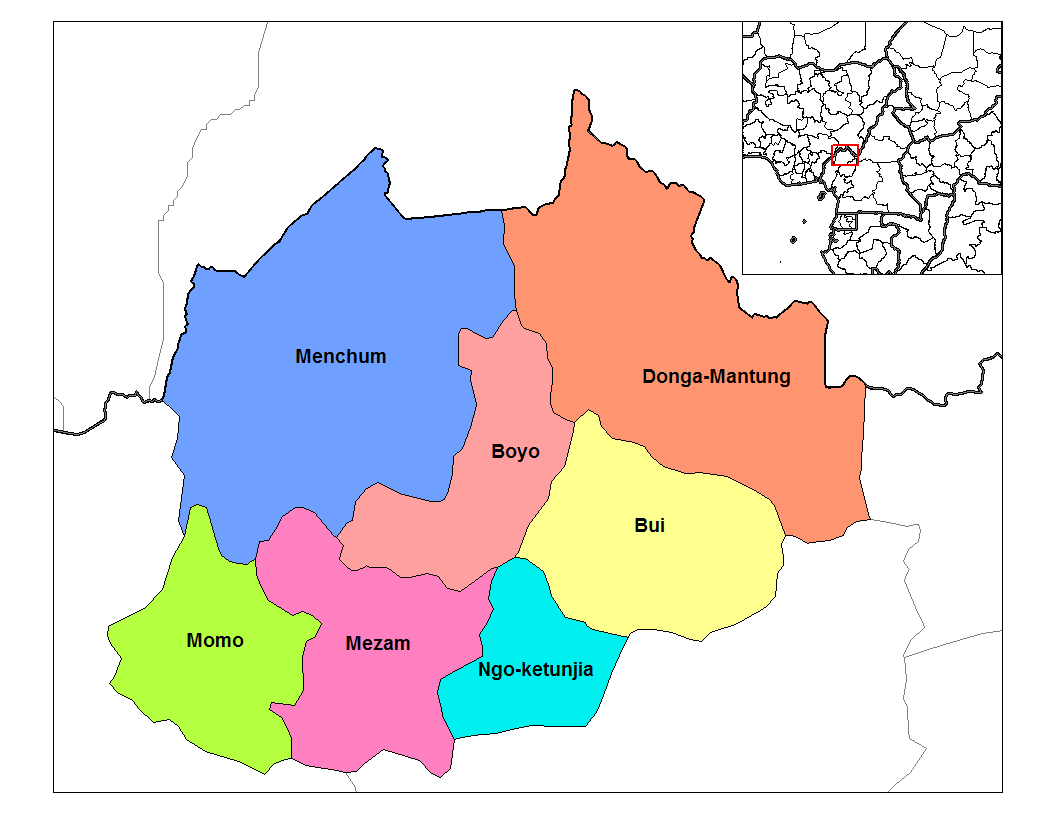
北西州の県

- Bui - 中心都市：クンボ（英語版）
- Donga-Mantung - 中心都市：ヌカンブ（英語版）（ンカンベ）
- Menchum - 中心都市：ウム（英語版）
- Mezam - 中心都市：バメンダ
- Momo - 中心都市：ムバンウィ（英語版）
- Boyo - 中心都市：フュンドン（英語版）
- Ngo-Ketunjia - 中心都市：ドップ（英語版）